# Stalden VS
| VS ist das Kürzel für den Kanton Wallis in der Schweiz. Es wird verwendet, um Verwechslungen mit anderen Einträgen des Namens Stalden zu vermeiden. |

Stalden (walliserdeutsch Schtaalu) ist eine Munizipalgemeinde im Bezirk Visp im deutschsprachigen Teil des Schweizer Kantons Wallis. Aufgrund seiner hohen Anzahl an Brücken auf vergleichsweise engem Raum trägt es auch den Namen «das Brückendorf».

## Geographie
Bei Stalden treffen sich das Saastal sowie das Mattertal. Zahlreiche Brücken aus unterschiedlichen Epochen belegen den regen Verkehr, welcher bereits früher in dieser Region herrschte und sind Beleg dafür, dass Stalden schon früh eine wichtige Drehscheibe für den Transport von Waren war. Die älteste Brücke ist die Chibrücke aus dem Jahre 1544, welche von dem Baumeister Ulrich Ruffiner erbaut worden ist. Heute überquert die Talstrasse in Richtung Saas-Fee und Zermatt die Vispa über die St. Michaels-Brücke und die Illasbrücke.
Siehe auch: Ackersand (Ort der Gemeinde Stalden)

## Historisches
Stalden wurde erstmals 1213 urkundlich erwähnt. Der frühere Weiler bzw. Dorf hiess Merjen/Merju. Es kann davon ausgegangen werden, dass bereits zu dieser Zeit die Ortschaft Stalden als ein wichtiger Durchgangspunkt bekannt war.

## Bevölkerung
| Bevölkerungsentwicklung | Bevölkerungsentwicklung | Bevölkerungsentwicklung | Bevölkerungsentwicklung | Bevölkerungsentwicklung | Bevölkerungsentwicklung | Bevölkerungsentwicklung | Bevölkerungsentwicklung | Bevölkerungsentwicklung | Bevölkerungsentwicklung | Bevölkerungsentwicklung |
| ----------------------- | ----------------------- | ----------------------- | ----------------------- | ----------------------- | ----------------------- | ----------------------- | ----------------------- | ----------------------- | ----------------------- | ----------------------- |
| Jahr                    | 1802                    | 1850                    | 1900                    | 1950                    | 2000                    | 2010                    | 2012                    | 2014                    | 2016                    | 2018                    |
| Einwohner               | 232                     | 291                     | 443                     | 870                     | 1149                    | 1114                    | 1121                    | 1093                    | 1119                    | 1086                    |

## Verkehr
Stalden stellt eine Drehscheibe und ein regionales Zentrum dar. Die Matterhorn-Gotthard-Bahn, welche die Strecke von Visp bis nach Zermatt betreibt, unterhält den Bahnhof. Das Postauto stellt die Linien Stalden–Törbel–Z’Nivu (winters, im Sommer weiter bis Moosalp) und  Brig–Visp–Saas-Fee. Eine Luftseilbahn im 2-Sektoren-Modell führt hinauf nach Staldenried und weiter zum Dorf Gspon. Stalden liegt an der Hauptstrasse 212 Visp–Saas-Fee, die Hauptstrasse 213 Stalden–Täsch beginnt kurz nach der Illasbrücke. Beide werden vom Kanton unterhalten. Zur Umfahrung des Dorfes wurde u. a. die 270 Meter lange Brücke Chinegga gebaut. Die Umfahrung ging am 31. Oktober 2023 in Betrieb.

## Politik
Die Exekutive, der Gemeinderat, besteht aus sieben Mitgliedern.

## Wirtschaft
In Stalden sind wenige Industrieunternehmen angesiedelt. So lassen sich ein Sägewerk, zwei Schreinereien, eine Stahlverarbeitungsfabrik und die zwei Wasserkraftwerke dazu zählen. Die Dienstleistungen sind vor allem auf Restaurationsbetriebe und Hotels und kleine Unternehmen beschränkt. Auch wenn die Bevölkerungszahlen im Verlauf der letzten Jahre abgenommen haben, so gilt die Wirtschaft der Gemeinde Stalden als sehr gut gestellt.

## Bildung
Das Schulzentrum St. Michael ist das regionale Bildungszentrum von Stalden und Umgebung. Es umfasst die Orientierungsschule für Stalden, Törbel, Staldenried, Eisten und Embd sowie eine Primarschule und einen Kindergarten.

## Persönlichkeiten
- Valentin Abgottspon (geboren 1979), Lehrer und Freidenker

## Bilder

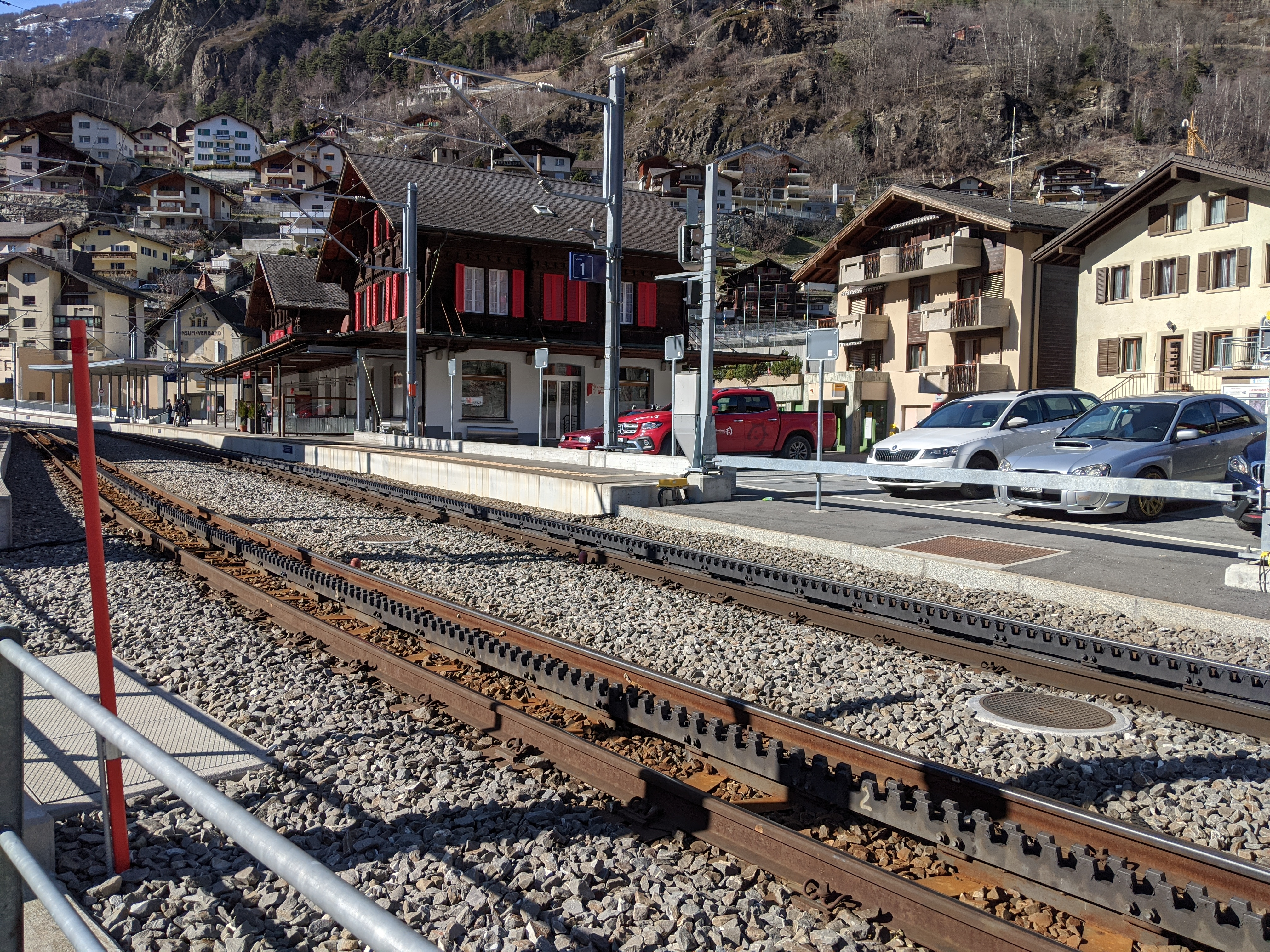
Der Bahnhof Stalden-Saas in Stalden
Stalden um 1900
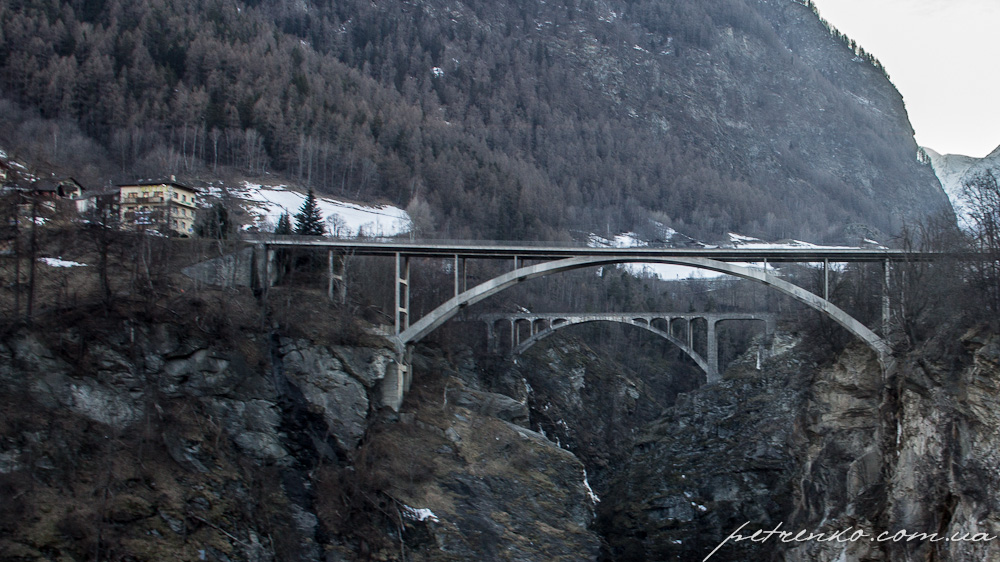
Im Vordergrund die Illasbrücke, dahinter die Merjubrücke.
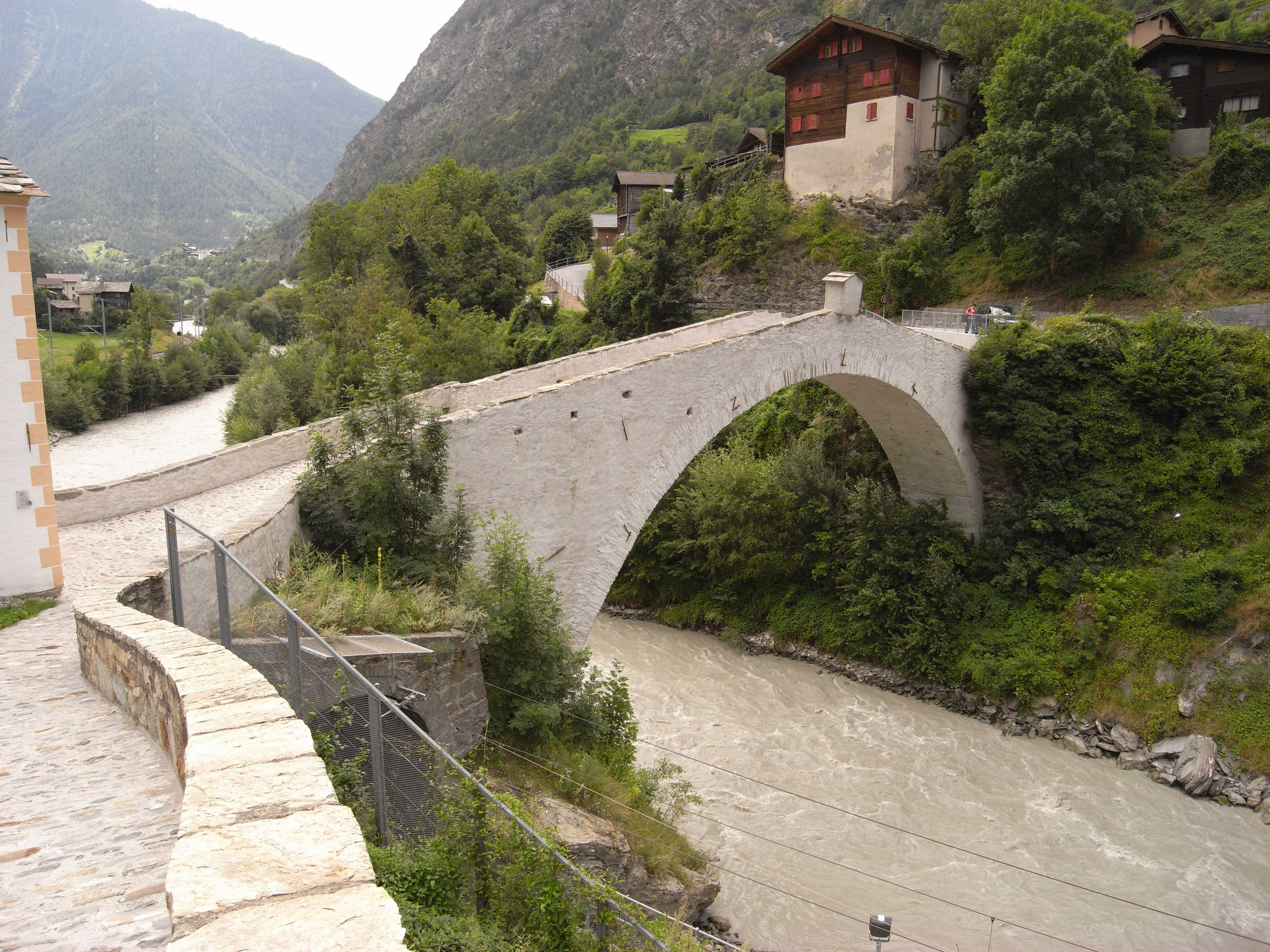
Die Ritibrücke in Neubrück unterhalb von Stalden.
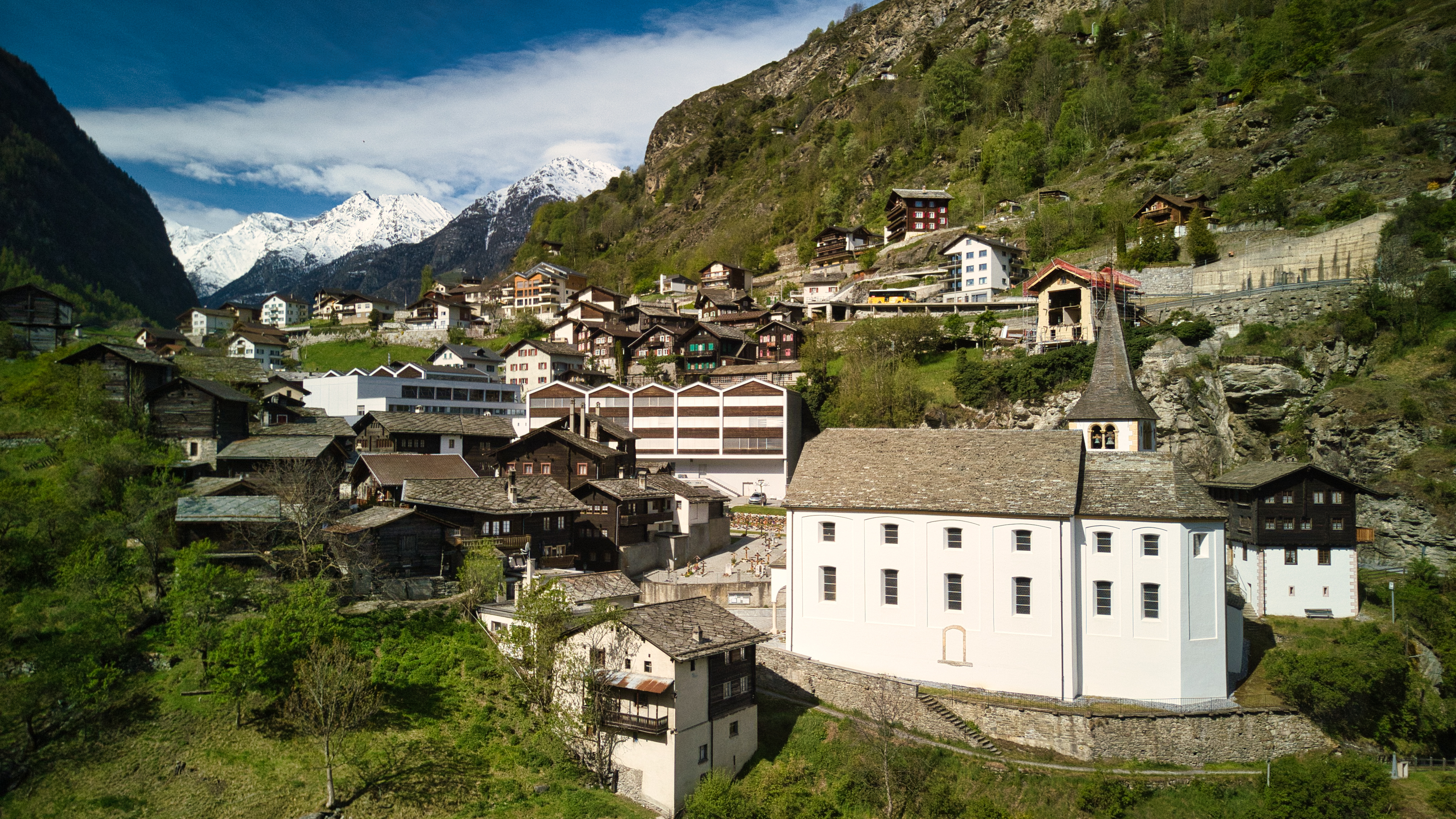
Kirche in Stalden
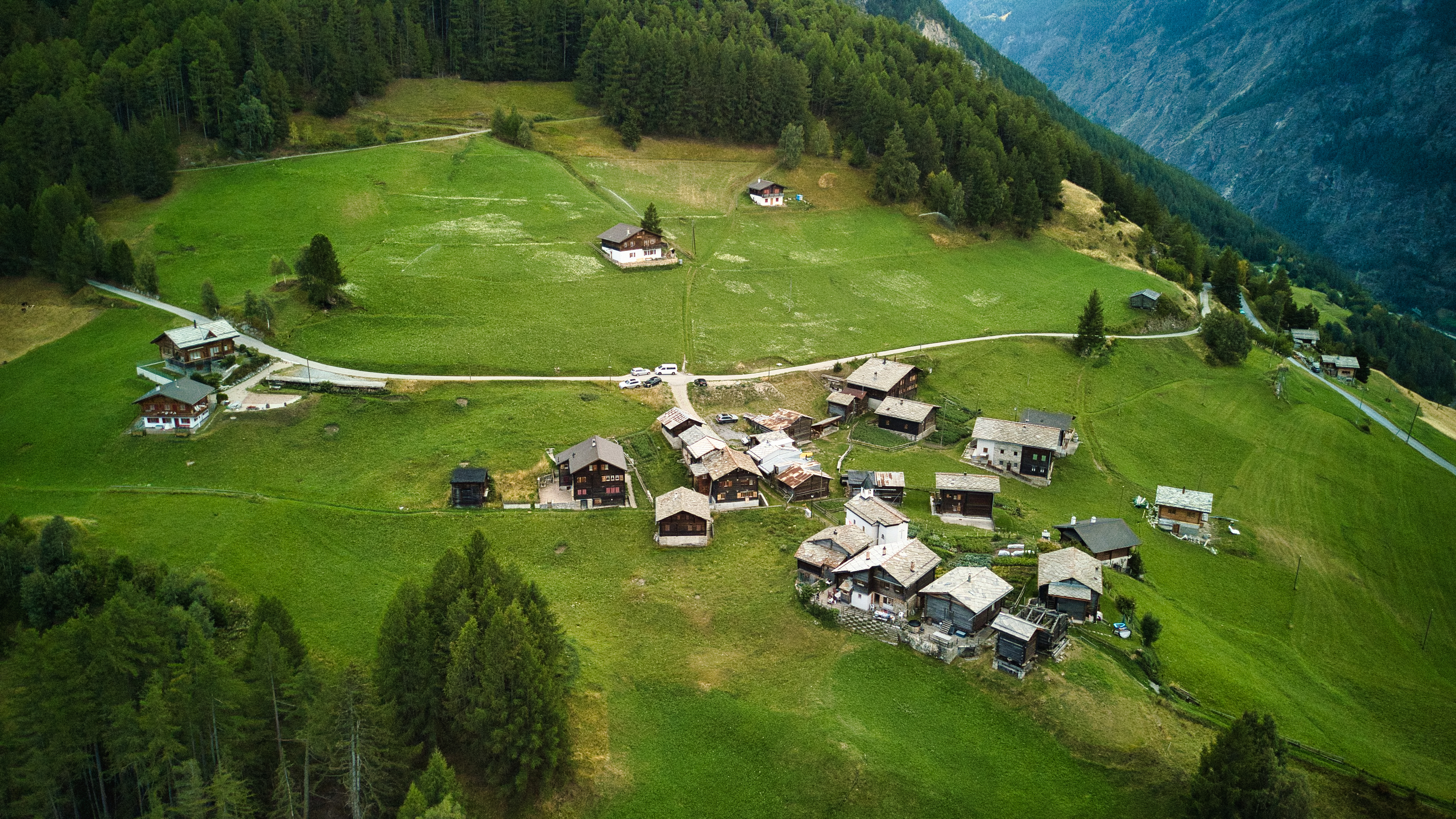
Weiler Riedji auf 1553 m (2023)
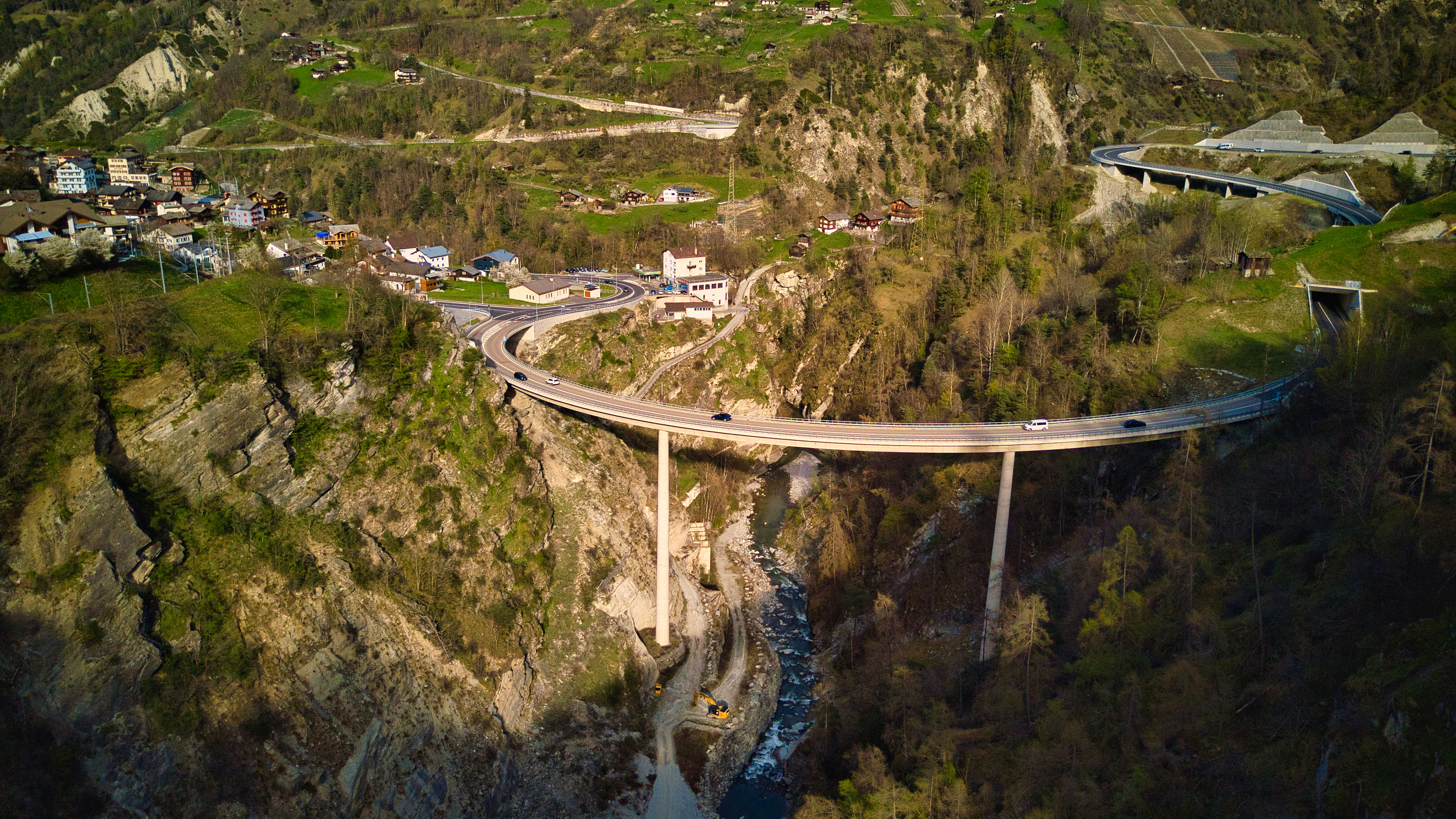
Brücke neue Umfahrung, 2024
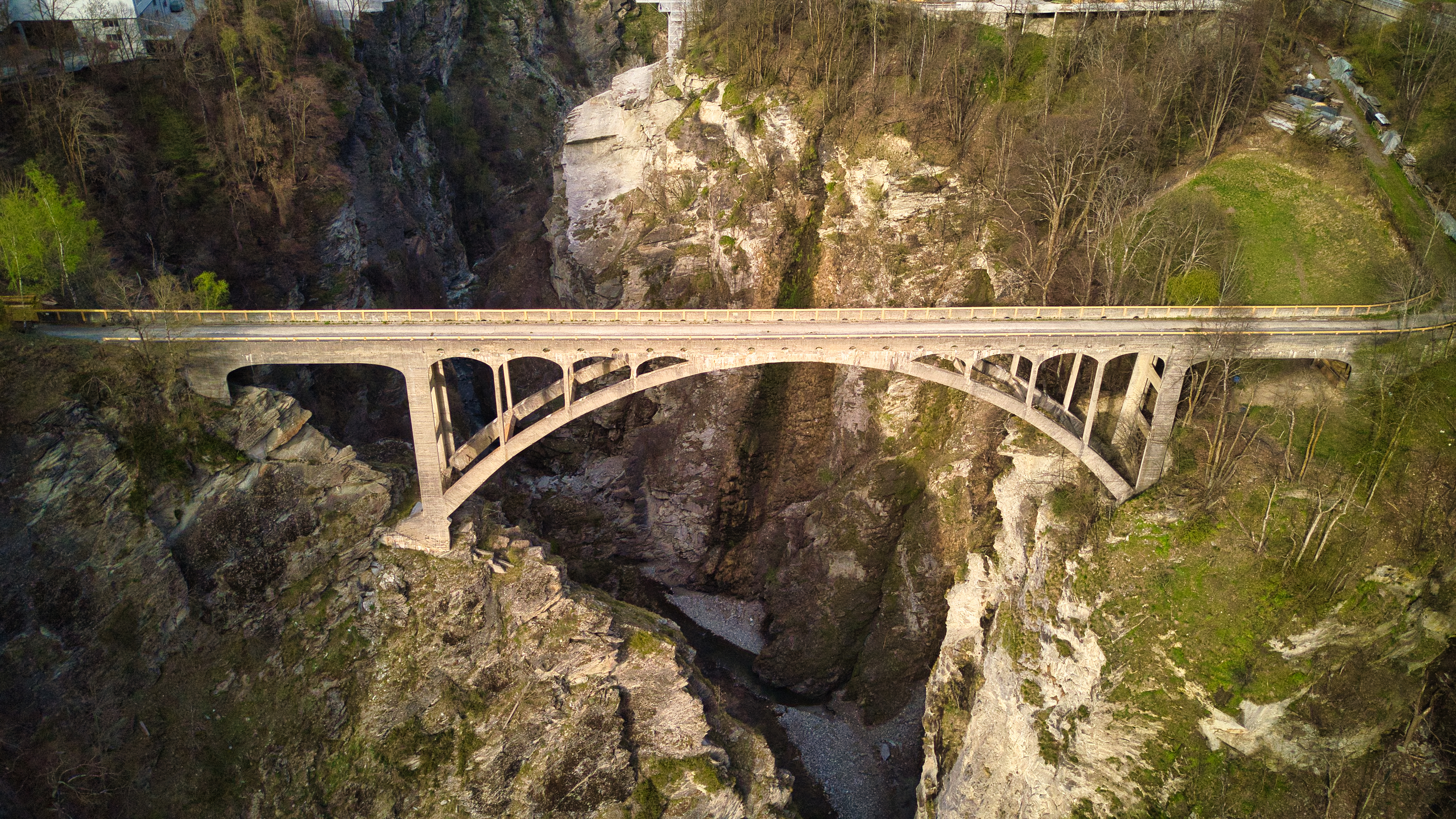
Merjenbrücke im Abendlicht, 2024
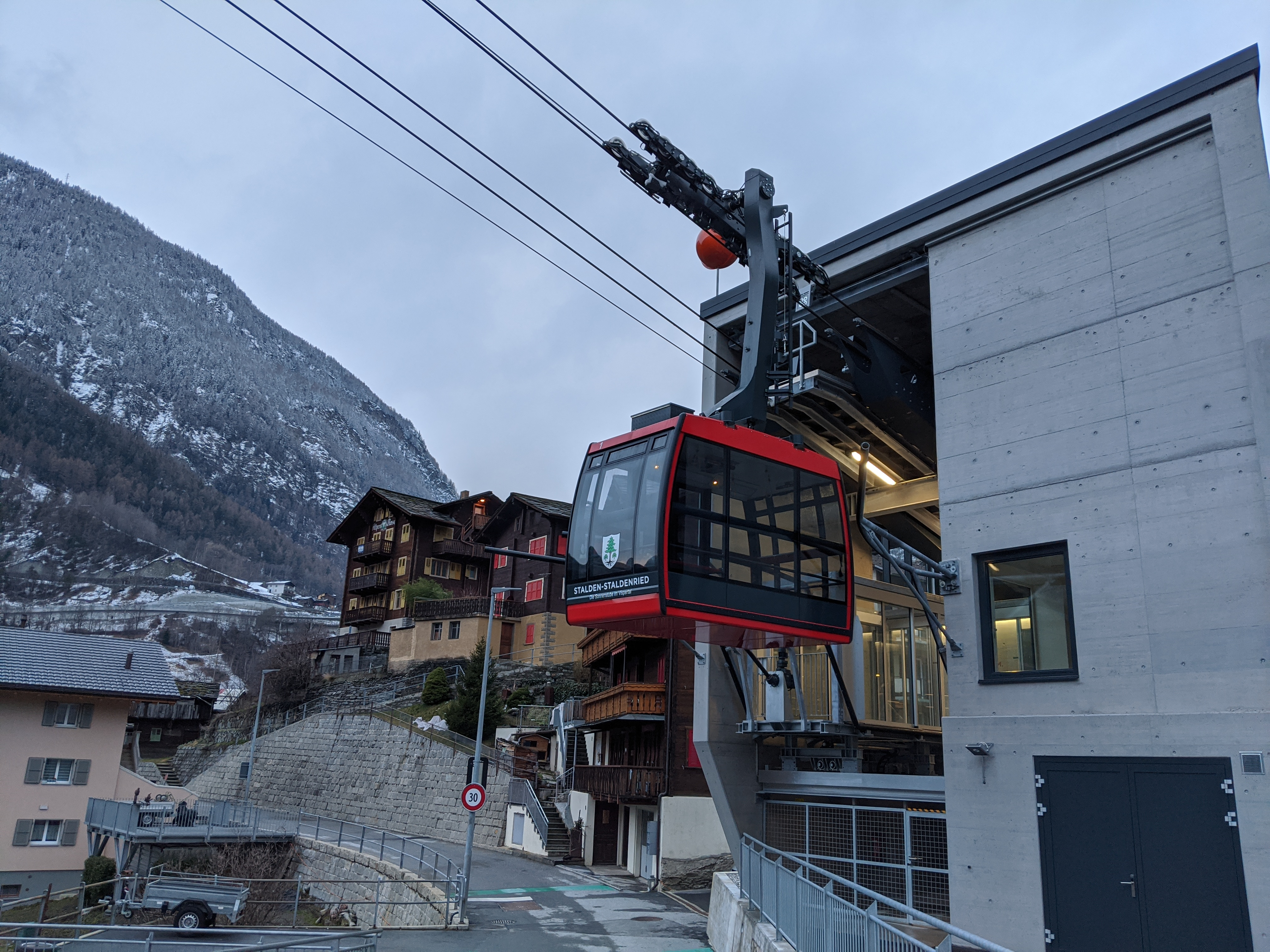
Luftseilbahn Stalden–Staldenried